# Гордана Кокеза
Гордана Кокеза (рођ. Николић; Обреновац, 1961) професор је на Технолошко-металуршком факултету у Београду, за уже научне области Економске науке и Индустријски менаџмент.

## Биографија
Гордана Кокеза, је рођена у малом месту Мала Моштаница, недалеко од Обреновца. Током осмогодишњег школовања, била је одличан ђак и носилац Вукове дипломе. Постизала је успехе на разним такмичењима из српског језика и математике. Након завршене основне школе, уписује Гимназију у Обреновцу. У Гимназији је добила  Аласове дипломе за биологију, као и већи број награда за успех постигнут из области српског језика и математике. После Гимназије 1980. године уписује Економски факултет Универзитета у Београду, пословни одсек, група за маркетинг, смер индустрија,  а дипломирала 1984. године са просечном оценом у току студија 9,44 као најбољи студент генерације. Одмах по завршетку основних студија, уписује последипломске студије на Економском факултету Универзитета у Београду, смер међународна економија, а завршила 1988. године, одбранивши магистарски рад са темом Трансфер технологије као облик економске сарадње Југославије са иностранством. Докторску дисертацију под називом Трансфер технологије као компоненета развојне стратегије предузећа одбранила је на Економском факултету Универзитета у Београду 1996. године.Ради на Технолошко-металуршком факултету Универзитета у Београду и то: од 1986 до 1989. као асистент приправник на предмету Економика и организација производње, од 1989. до 1997. као асистент на предмету Економика и организација производње, од 1997. до 2002. као доцент на предметима Економика и организација производње и изборном предмету Организација трансфера технологије, од 2002. до 2007. као ванредни професор на предметима Економика и менаџмент, Организација трансфера технологије и на факултативном предмету Увод у методологију научно-истраживачког рада.
Као редован професор на Технолошко-металуршком факултету универзитета у Београду изабрана је 2007. године, за уже научне области Економске науке и Индустријски менаџмент. Она држи предавања студентима на основним студијама из неколико предмета, а то су  Економика предузећа и менаџмент, Индустријски менаџмент и Основи маркетинга. Професор је и на мастер академским студијама и предаје предмет Менаџмент технолошког развоја, док на доkторским студијама предаје предмете Економика енергетике и Менаџмент људских ресурса.Такође је професор и на Економском факултету Универзитета у Београду године и предаје предмет Економика предузећа на основним академским студијама на  
Проф. др Гордана Кокеза, чита, пише и говори енглески и руски језик. Мајка је два сина.

## Чланство
Гордана Кокеза је била на Технолошко-металуршком факултету у више мандата изабрана за  члана Финансијске комисије, секретара Катедре за Металуршко инжењерство, била је члан Савета Технолошко-металуршког факултета и у једном мандату заменик председника Савета ТМФ. Она  2010. године постаје шеф  Катедре за Друштвене науке ТМФ. Проф. др Гордана Кокеза члан је Научног друштва економиста од 2002. године, била је члан Издавачког савета часописа за теорију и праксу менџмента Лидер, Бања Лука, који је уписан у базу података ЕIC network, била је члан редакционог часописа Директор у Београду, члан је редакције часописа Економист Факултета за пословне студије Српско Сарајево, Бијељина, члан је председништва Друштва економиста Београда и члан је редакције часописа Економски видици, Београд. Боравила на специјализацији на London School of Economics and Political Sciences у Лондону, током 1990. године.

## Пројекти
Учествовала је у изради великог броја пројеката, како у области сарадње са привредом, тако и у области фундаменталних, развојних и примењених научних истраживања.

## Научни доприноси
Гордана Кокеза је дала велики допринос науци у области економије, написавши 7 универзитетских уџбеника, 6 поглавља у књигама, аутор је преко 60 радова објављених у домаћим и међународним часописима, преко 50 радова изложених на домаћим и међународним конференцијама, учествовала је на 15 научно-истраживачкох пројеката финансираних од стране
Министарства за науку РС, као и на преко 30 пројеката, елебората и студија у сарадњи са привредом. Гордана Кокеза била ментор  на око 200 дипломских и завршних радова, 6 магистарских теза, ментор 9 мастер завршних радова, као и ментор 4 одбрањене докторске дисертације.